# بوجليدة
جليدة على الطريق الرابطة بين الفحص وقعفور وتتبع إداريا معتمدية بوعرادة من ولاية سليانة، وبها محطة قديمة للقطار .
وهناك أيضا منطقة بوجليدة توجد على  بعد 5كلم من منطقة الجليدة وتتبع اداريا معتمدية العروسة، عدد سكانها يناهز حوالي 1800 نسمة، و هي منطقة فلاحية من الدرجة الأولى.
1. ↑  "المناطق الترابية (العمادات) حسب الولايات والمعتمديات". اطلع عليه بتاريخ 2024-11-30.